# Amtsgericht Heilbad Heiligenstadt

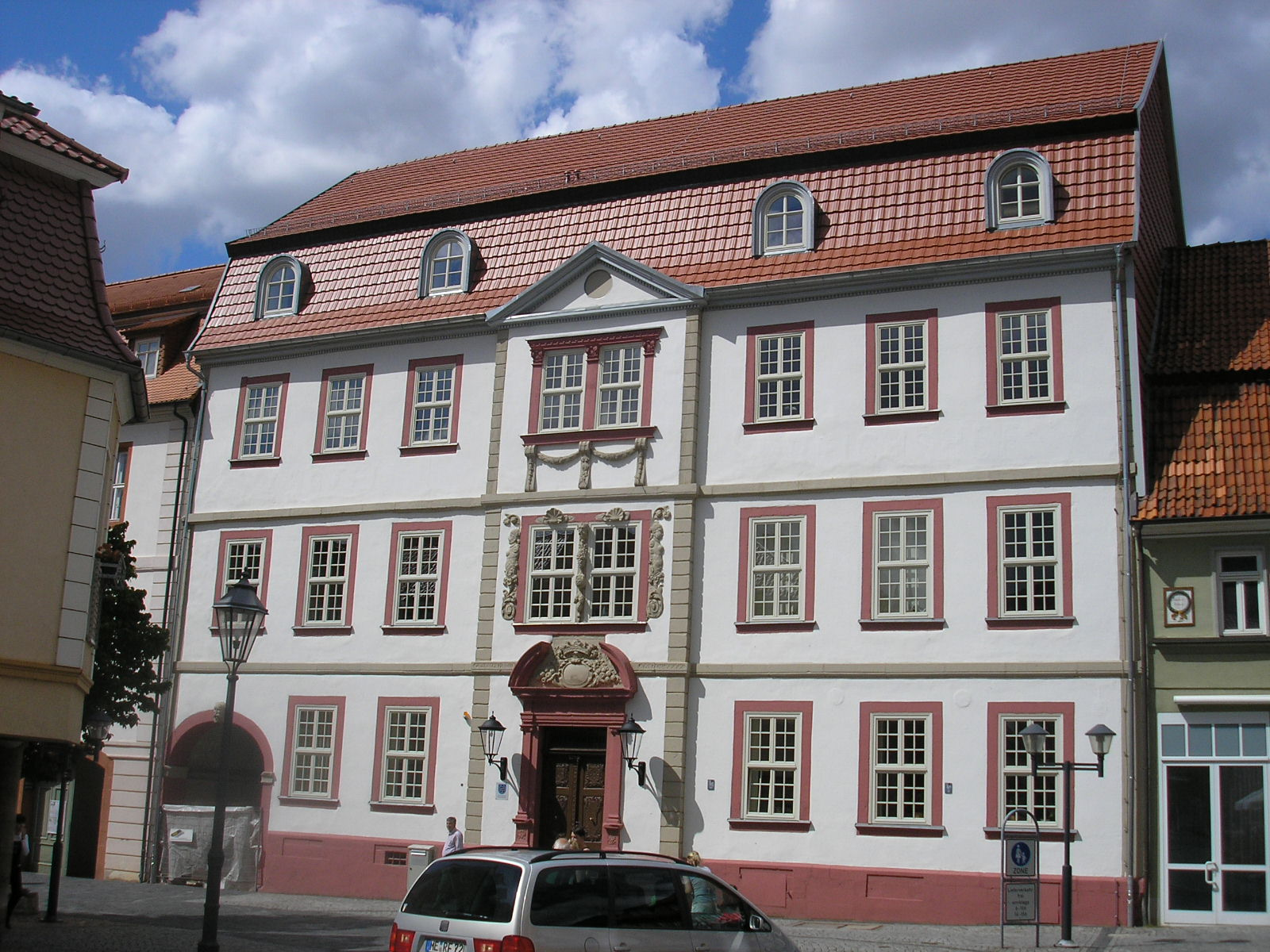
Gerichtsgebäude (2007)

Das Amtsgericht Heilbad Heiligenstadt (bis 1952: Amtsgericht Heiligenstadt), ein Gericht der ordentlichen Gerichtsbarkeit, ist eines von vier Amtsgerichten (AG) im Bezirk des Landgerichtes Mühlhausen.

## Gerichtssitz und -bezirk
Sitz des Gerichtes ist Heilbad Heiligenstadt, die Kreisstadt des Landkreises Eichsfeld. Der 991 km² große Gerichtsbezirk erstreckt sich auf den Landkreis Eichsfeld mit 56 Gemeinden. In ihm leben rund 103.000 Menschen. Zwangsversteigerungs-, Zwangsverwaltungs-, Schöffen-, Jugendschöffen-, Haft- und Landwirtschaftssachen bearbeitet das Amtsgericht Mühlhausen.
Für die Führung des Handels-, Genossenschafts- und Partnerschaftsregisters ist das Amtsgericht Jena zuständig. Zentrales Mahngericht ist das Amtsgericht Aschersleben.

## Übergeordnete Gerichte
Dem AG Heilbad Heiligenstadt ist das Landgericht Mühlhausen übergeordnet. Zuständiges Oberlandesgericht ist das Thüringer Oberlandesgericht in Jena.

## Geschichte
Von 1849 bis 1879 bestand in Heiligenstadt das Kreisgericht Heiligenstadt. Im Rahmen der Reichsjustizgesetze wurden reichsweit einheitlich Oberlandes-, Land- und Amtsgerichte gebildet. Das königlich preußische Amtsgericht Heiligenstadt wurde mit Wirkung zum 1. Oktober 1879 als eines von 14 Amtsgerichten im Bezirk des Landgerichtes Nordhausen im Bezirk des Oberlandesgerichtes Naumburg gebildet. Der Sitz des Gerichtes war die Stadt Heiligenstadt. Sein Gerichtsbezirk umfasste den Landkreis Heiligenstadt ohne die Teile, die dem Amtsgericht Dingelstädt zugeordnet war sowie aus dem Landkreis Worbis den Amtsbezirk Beuern sowie den Amtsbezirk Teistungenburg ohne den Gemeindebezirk Teistungen und die Gutsbezirke Teistungen und Teistungenburg. Am Gericht bestanden 1880 fünf Richterstellen. Das Amtsgericht war damit das größte Amtsgericht im Landgerichtsbezirk. Bei dem Amtsgericht Heiligenstadt wurde eine Strafkammer gebildet, die für die Amtsgerichtsbezirke Heiligenstadt, Dingelstedt und Worbis zuständig war. Gerichtstage wurden in Ershausen gehalten. Nach dem Zweiten Weltkrieg wurden in der SBZ Länder gebildet. Infolge der Eingliederung des ehemaligen preußischen Regierungsbezirkes Erfurt nach Thüringen war eine Neuordnung der Thüringer Gerichtsbezirkseinteilung notwendig geworden, welche dann auch mittels der Ausführungsverordnung über die Sitze und Bezirke der Amtsgerichte im Lande Thüringen vom 16. September 1949 (Reg.Bl. I S. 55) geschah. Damit kam das Amtsgericht Heiligenstadt zum Landgericht Mühlhausen.
In der DDR wurden 1952 die Amtsgerichte aufgehoben und einheitlich Kreisgerichte gebildet. Heiligenstadt kam zum  Kreis Heiligenstadt, entsprechend entstand das Kreisgericht Heiligenstadt im Bezirk des Bezirksgerichtes Erfurt. Mit dem Thüringer Gerichtsstandortgesetz wurden das Kreisgericht 1993 aufgehoben und erneut ein Amtsgericht in Heiligenstadt (nun mit dem Namen: Amtsgericht Heilbad Heiligenstadt) gebildet und erneut dem Landgericht Mühlhausen zugeordnet.

## Gebäude
Das Gericht ist im Gebäude Wilhelmstraße 43 untergebracht.